# تالاگانته
تالاگانته (به اسپانیایی: Talagante) یک شهرستان در شیلی است که در استان تالاگانته واقع شده‌است. تالاگانته ۳۲۱٫۷ کیلومترمربع مساحت و ۵۹٬۸۰۵ نفر جمعیت دارد و ۳۱۳ متر بالاتر از سطح دریا واقع شده.